# Siya Kolisi
Siya Kolisi (Port Elizabeth, 16 de juny de 1991) és un jugador de rugbi sud-africà que juga d'ala per a la selecció de rugbi de Sud-àfrica i, també, a l'equip dels Stormers de Ciutat del Cap a la lliga Super Rugby. Kolisi és el primer capità negre de la història dels Springboks.
Kolisi va ser part de la selecció de rugbi sub-20 que va competir en el Campionat Mundial de Rugbi Juvenil de 2010 i 2011.
Va debutar amb la selecció sud-africana en un partit contra Escòcia a Nelspruit el 15 de juny de 2013. Va formar part de la selecció sud-africana que va guanyar el bronze a la Copa del Món de Rugbi de 2015 celebrada a Anglaterra i l'or a la Copa del Món de Rugbi de 2019 al Japó.